# Yorkshire (New York)
Yorkshire è un comune degli Stati Uniti d'America, situato nello stato di New York, nella contea di Cattaraugus.